# Calañas

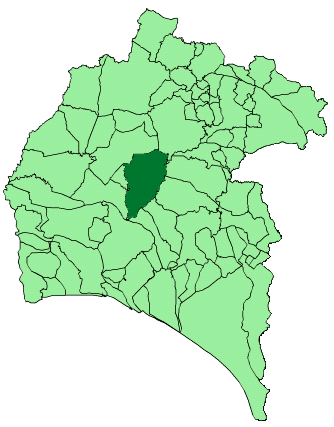
Bản đồ Calañas, Huelva

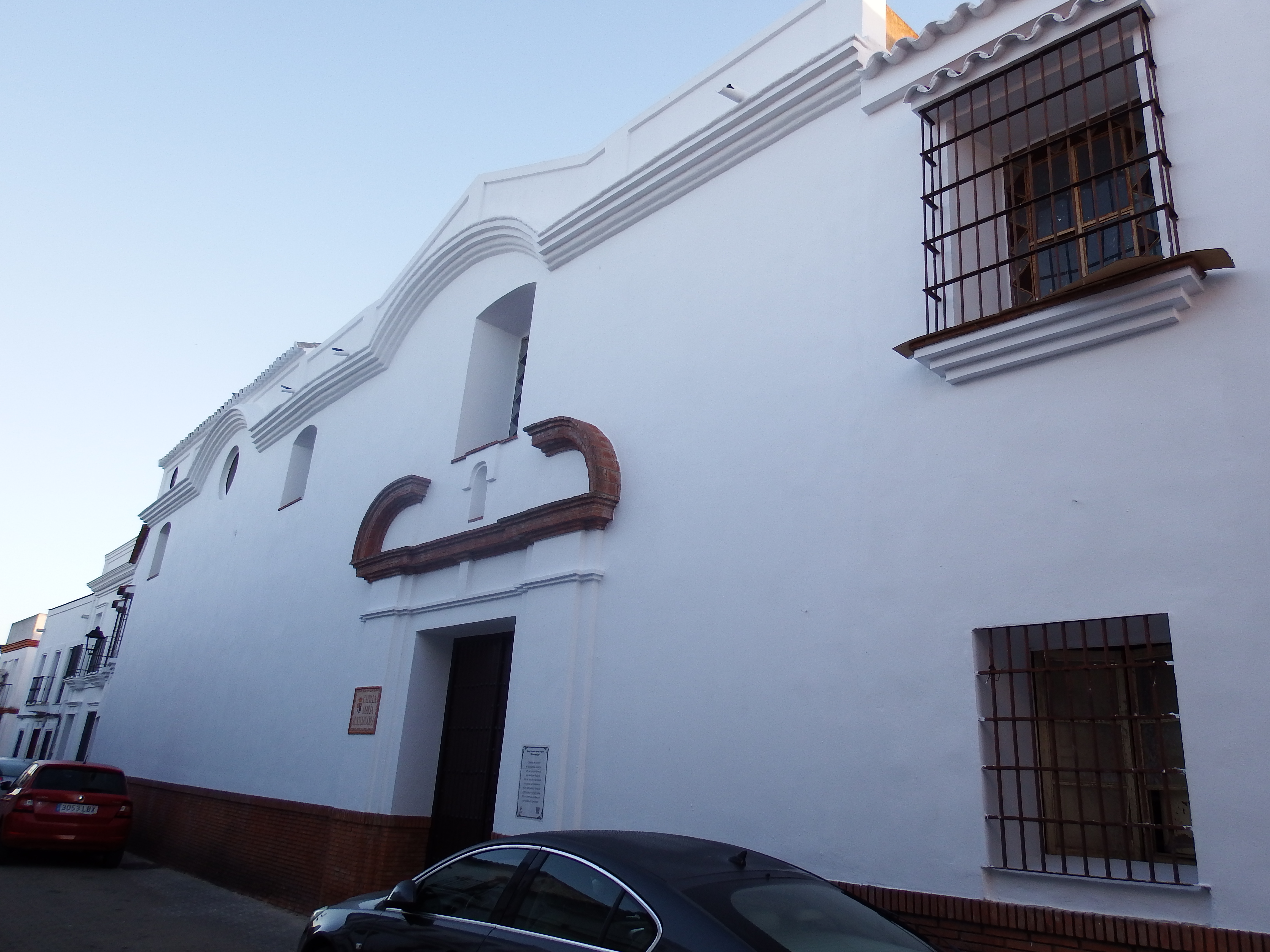

Calañas là một thị trấn và đô thị ở tỉnh Huelva, Tây Ban Nha. Theo điều tra dân số năm 2005, đô thị này có dân số 4.478 người.

## Dân số
| 1999  | 2000  | 2001  | 2002  | 2003  | 2004  | 2005  |
| ----- | ----- | ----- | ----- | ----- | ----- | ----- |
| 4,873 | 4,725 | 4,646 | 4,619 | 4,553 | 4,534 | 4,478 |

Nguồn: INE (Tây Ban Nha)